# Liste des maladies à déclaration obligatoire en France
Pour les autres articles nationaux ou selon les autres juridictions, voir Maladie à déclaration obligatoire.
La liste des maladies à déclaration obligatoire en France comprend 37 maladies à déclaration obligatoire (MDO). Elle est valable en France métropolitaine et ultramarine (outre-mer).

## Liste des MDO
37 maladies sont à déclaration obligatoire en France.
Elles sont pour la plupart (35 sur 37) de nature infectieuse :
- Botulisme
- Brucellose
- COVID-19 selon un arrêté du 30 juin 2023 publié au Journal officiel
- Charbon
- Chikungunya (le décret du 19 décembre 2008 institue la déclaration obligatoire du chikungunya à la Réunion[3])
- Choléra
- Dengue
- Diphtérie
- Encéphalite à tiques
- Fièvre du Nil occidental
- Fièvres hémorragiques africaines
- Fièvre jaune
- Fièvre typhoïde et fièvres paratyphoïdes
- Hépatite A
- Infection aiguë symptomatique par les virus de l'hépatite B
- Infection par le virus de l'immunodéficience humaine (VIH) quel qu'en soit le stade
- Infection invasive à méningocoque
- Légionellose
- Leptospirose
- Listériose
- Orthopoxviroses dont la variole,
- Paludisme autochtone en France hexagonale et Paludisme d'importation dans les départements d'outre-mer
- Peste
- Poliomyélite
- Rage
- Rougeole (déclaration redevenue obligatoire depuis 2005)
- Rubéole (Depuis 2018 à la suite des conseils de l'OMS)
- Schistosomiase (bilharziose) urogénitale autochtone
- Suspicion de maladie de Creutzfeldt-Jakob et autres encéphalopathies subaiguës spongiformes transmissibles humaines ESST
- Tétanos
- Toxi-infections alimentaires collectives (TIAC)
- Tuberculose
- Tularémie
- Typhus exanthématique (Rickettsia prowazekii)
- Zika

Mais d'autres maladies, non infectieuses, sont également à déclaration obligatoire :
- Saturnisme (chez les enfants mineurs)
- Mésothéliomes (d'abord dans 6 régions de France, à partir de janvier 2011[4]), obligatoire depuis le 16 janvier 2012[5].

## Déclaration
Elle est faite auprès de l'Agence régionale de santé. Ce dispositif de surveillance, garantissant l'anonymat des personnes, repose sur la transmission de données par les :
- médecins et biologistes, libéraux et hospitaliers,
- médecins inspecteurs de santé publique (MISP) et leurs collaborateurs des Directions départementales des affaires sanitaires et sociales (DDASS)
- épidémiologistes de Santé Publique France (anciennement issus de l'Institut de veille sanitaire).